# Rushcliffe

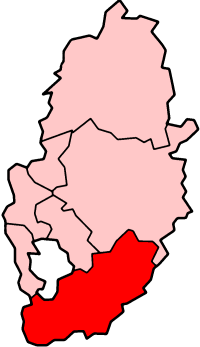
Localisation du borough de Rushcliffe sur la carte du Nottingghamshire.

Rushcliffe est un borough (district) dans le Nottinghamshire dans la région des Midlands de l'Est en Angleterre, au Royaume-Uni. Le conseil du district se situe à West Bridgford.

## Municipalités du district
- Bingham,
- East Leake,
- Hawksworth,
- Keyworth,
- Kingston on Soar,
- Radcliffe on Trent,
- Ruddington,
- West Bridgford,